# Charles Bory
 (décembre 2024).
Charles Bory, né le 7 juin 1914  à Lausanne et mort le 19 décembre 1991, est un écrivain et poète vaudois.

## Biographie
Originaire de Trélex, Charles Bory suit une formation au collège scientifique de Lausanne, puis entreprend un apprentissage de libraire.
Auteur prolifique, il écrit de nombreux recueils de poésie, dont Prélude de joie (1942), Le Château de la mer (1971), L'enfant-soleil et la croix, Poèmes pour apprivoiser l'automne. Il dirige également une revue poétique intitulée Les Cahiers du Soleil et participe à l'élaboration de plusieurs anthologies consacrées aux poètes français.
Son œuvre poétique est récompensée à maintes reprises, notamment par le prix Maurice Rollinat en 1971, le prix Archon-Despérouses en 1973, le Prix Henry-Jousselin en 1976, le prix Edgar Poe en 1977, le prix Valentine-de-Wolmar en 1978, le prix de la Fondation Paul Budry et le Prix de poésie de la Ville d'Angers en 1982.

## Sources
- « Charles Bory », sur la base de données des personnalités vaudoises sur la plateforme « Patrinum » de la Bibliothèque cantonale et universitaire de Lausanne.
- Anne-Lise Delacrétaz, Daniel Maggetti, Écrivaines et écrivains d'aujourd'hui (1988), p. 27